# HP Open 2013
HP Open 2013 — жіночий тенісний турнір, що проходив на відкритих кортах з твердим покриттям, спонсором якого був Hewlett-Packard. Це був 5-й турнір HP Open. Належав до категорії International в рамках Туру WTA 2013. Відбувся в Utsubo Tennis Center в Осаці (Японія) з 7 до 13 жовтня 2013 року. 

## Учасниці основної сітки в одиночному розряді

### Сіяні пари
| Країна          | Гравчиня            | Рейтинг1 | Сіяна |
| --------------- | ------------------- | -------- | ----- |
| Сербія          | Єлена Янкович       | 11       | 1     |
| Німеччина       | Сабіне Лісіцкі      | 16       | 2     |
| Австралія       | Саманта Стосур      | 20       | 3     |
| Італія          | Флавія Пеннетта     | 29       | 4     |
| Канада          | Ежені Бушар         | 36       | 5     |
| США             | Медісон Кіз         | 40       | 6     |
| Велика Британія | Лора Робсон         | 41       | 7     |
| Пуерто-Рико     | Моніка Пуїг         | 45       | 8     |
| Франція         | Крістіна Младенович | 47       | 9     |

- Рейтинг подано станом на 30 вересня 2013

### Інші учасниці
Нижче наведено учасниць, які отримали вайлдкард на участь в основній сітці:
- Курумі Нара
- Лора Робсон

Нижче наведено гравчинь, які пробились в основну сітку через стадію кваліфікації:
- Анна Кароліна Шмідлова
- Луксіка Кумхун
- Барбора Стрицова
- Белінда Бенчич

Як щасливий лузер в основну сітку потрапили такі гравчині:
- Ваня Кінґ

### Відмовились від участі
До початку турніру
- Марина Еракович
- Джеймі Гемптон
- Єлена Янкович (травма лівого кульшового суглобу)
- Бетані Маттек-Сендс
- Шахар Пеєр (травма ступні)
- Ярослава Шведова
- Галина Воскобоєва
- Вінус Вільямс

Під час турніру
- Сабіне Лісіцкі (травма лівого кульшового суглобу)

## Учасниці основної сітки в парному розряді

### Сіяні пари
| Країна  | Гравчиня                | Країна  | Гравчиня               | Рейтинг1 | Сіяна |
| ------- | ----------------------- | ------- | ---------------------- | -------- | ----- |
| США     | Ракель Копс-Джонс       | США     | Абігейл Спірс          | 44       | 1     |
| Франція | Крістіна Младенович     | Італія  | Флавія Пеннетта        | 66       | 2     |
| США     | Варвара Лепченко        | КНР     | Чжен Сайсай            | 81       | 3     |
| Іспанія | Анабель Медіна Гаррігес | Іспанія | Сільвія Солер-Еспіноса | 81       | 4     |

- 1 Рейтинг подано станом на 30 вересня 2013

### Інші учасниці
Нижче наведено пари, які отримали вайлдкард на участь в основній сітці:
- Місакі Дой /  Міямура Мікі
- Курумі Нара /  Одзакі Ріса

### Відмовились від участі
Під час турніру
- Полона Герцог (травма спини)
- Варвара Лепченко (хворобу шлунково-кишкового тракту)

## Переможниці та фіналістки

### Одиночний розряд
- Саманта Стосур —  Ежені Бушар, 3–6, 7–5, 6–2

### Парний розряд
- Крістіна Младенович /  Флавія Пеннетта —  Саманта Стосур /  Ч Шуай, 6–4, 6–3